# Ґебрієлл Стоун (водне поло)
Ґебрієлл Стоун (англ. Gabby Stone, 7 березня 1994) — американська ватерполістка.
Чемпіонка світу з водних видів спорту 2017 року.